# Art nouveau arhitektura v Rigi
Art nouveau arhitektura v Rigi predstavlja približno tretjino vseh stavb v središču Rige, zaradi česar je latvijska prestolnica mesto z največjo koncentracijo tovrstne arhitekture v celotni Evropi. Zgrajene v obdobju hitre gospodarske rasti, je večina art nouveau stavb v Rigi med letoma 1904 in 1914. Slog je najpogosteje zastopan v večnadstropnih stanovanjskih stavbah. Slogovni vplivi so izhajali nenazadnje iz današnje Avstrije, Finske in Nemčije, medtem ko je bila ustanovitev fakultete za arhitekturo v Rigi leta 1869 ključnega pomena pri zagotavljanju lokalnega kadra arhitektov. Tako kot drugje je tudi art nouveau gibanje v Rigi vodilo v želji, da bi izrazili večjo individualnost, lokalno navezanost in bolj racionalno arhitekturo od tiste, ki je prevladovala v 19. stoletju. Slogovno art nouveau arhitekturo v Rigi lahko nadalje razdelimo na štiri različne stopnje: eklektično, perpendikular, nacionalno romantično in neoklasicistično.

## Ozadje
Konec 19. stoletja je bilo staro hanzeatsko mesto in morsko pristanišče Riga pomembno mesto Ruskega imperija, ki je uživalo obdobje hitrega gospodarskega, industrijskega in demografskega razvoja. Med letoma 1897 in 1913 je mesto zraslo za 88 %, leta 1914 je doseglo 530.000 prebivalcev in je postalo peto največje mesto v Ruskem imperiju in tretje največje v baltski regiji. Njegova stopnja rasti v tem obdobju je bila najvišja, kar jih je mesto kdaj doživelo.
Sredi 19. stoletja se je mesto začelo širiti tudi izven srednjeveške Rige, ki je bila nekoč obdana z vrati in obzidjem. Ti so bili porušeni med leti 1857 in 1863 in nadomeščeni s pasom bulvarjev in parkov. Razširjeno mesto je imelo urbano skladnost, saj se je razvijalo po mrežnem vzorcu po strogih gradbenih predpisih (ki so na primer določali, da nobena hiša ne more biti višja od šestih nadstropij ali 21,3 metra). Med letoma 1910 in 1913 so vsako leto zgradili od 300 do 500 novih stavb, večinoma v art nouveau slogu, večina pa jih je zunaj starega mestnega jedra. V starem mestnem jedru so bile tudi zgrajene art nouveau stavbe, v predmestju Mežaparka pa enodružinske hiše. Prva art nouveau stavba v Rigi, ki sta jo zasnovala arhitekta Alfred Aschenkampff in Max Scherwinsky in je bila končana leta 1899, leži na Audēju iela 7 (ulica Audeju) v srednjeveškem delu mesta, vendar večino art nouveau arhitekture v Rigi lahko najdete onkraj centra mesta.
Lastniki, gradbeniki in arhitekti teh hiš prihajajo iz različnih etničnih skupin: med temi so bili prvi Latvijci, ki so se formalno izobrazili za arhitekte. Med arhitekti, ki so v tem obdobju delali v Rigi, so bili etnični Latvijci (med najbolj zastopanimi so bili Eižens Laube, Konstantīns Pēkšēns in Jānis Alksnis), pa tudi arhitekti judovskega porekla (Mihail Eisenstein, Paul Mandelstamm) in baltski Nemci (kot je Bernhard Bielenstein, Rudolph Dohnberg in Artur Moedlinger). V času, ko je Latvija razvijala svojo nacionalno identiteto, je bilo sorazmerno majhno število teh arhitektov etničnih Latvijcev, katerih prvi jezik je bil latvijski, vendar so zasnovali skoraj 40 % vseh stavb v Rigi, zgrajenih v prvi polovici 20. stoletja. Vse več lastnikov hiš je bilo Latvijcev in ne nemško ali rusko govorečih. Ne glede na njihovo narodnost so bili večina art nouveau arhitektov v Rigi domačini, čeprav je nanje slogovno vplivala tuja arhitektura, zlasti iz Nemčije, Avstrije in Finske. Pomemben napredek je bilo odprtje Fakultete za arhitekturo na Politehničnem inštitutu v Rigi (danes Tehniška univerza v Rigi) leta 1869, ki je pomagalo izobraževati novo generacijo lokalnih arhitektov.
Nekatere dekorativne detajle za te stavbe, kot so skulpture, vitraži in peči iz majolike, so podjetja v Rigi izdelala lokalno. Lokalna podjetja za dekorativno umetnost so izdelovala izdelke tako za svoj regionalni trg kot za Rusko cesarstvo in dosegla cilje, kot sta Talin in Sankt Peterburg.
Danes art nouveau arhitektura predstavlja tretjino vseh stavb v središču Rige, zaradi česar je mesto z največjo koncentracijo takšnih stavb kjer koli na svetu. Slog je najpogosteje zastopan v večnadstropnih stanovanjskih blokih.

## Razvoj
Art Nouveau se je razvil iz eklekticizma in različnih preporoditeljskih slogov, vendar je bil tudi odziv nanj. Tako kot art nouveau drugod je tudi tu razvoj vodila želja po ustvarjanju individualističnega sloga, manj odvisnega od očitnih zgodovinskih referenc, želja po izražanju lokalnih lastnosti in tradicij ter premik k racionalni arhitekturi, ki temelji na 'pošteni' uporabi materialov in ornamentike, ki dopolnjuje strukturno postavitev stavbe.
Slogovno je art nouveau arhitekturo v Rigi mogoče razdeliti v štiri glavne kategorije: eklektična ali dekorativna; pravokotna (perpendikular) ali navpično; nacionalna romantična in neoklasicistična. Te kategorizacije se ne izključujejo vedno: številne stavbe so kombinacija številnih različnih slogov. 

### Eklekticizem v art nouveau
Najzgodnejše art nouveau stavbe v Rigi do c. 1905, so bili te vrste. Stavbe te vrste, ki so se začele kot povsem dekorativna sprememba od eklekticizma, so preprosto prevzele nove oblike art nouveau dekoracije namesto prejšnjih slogov, vendar so malo ali nič spremenile prejšnje koncepte strukture stavb kot takih. Eklektična art nouveau še vedno prikazuje ritmične fasade in razkošno dekoracijo, pogosto neposredno navdihnjeno z zgodovinskimi slogi, prejšnje arhitekture. Nasprotno pa so stavbe, ki so bile v bistvu še vedno zgodovinske, občasno sprejele art nouveau dekorativne elemente. V tej zgodnji obliki secesije je bil tuji vpliv precej močan, zlasti iz Nemčije, prav tako vplivi sodobne simbolike. Proti koncu obdobja so postali priljubljeni cvetlični in drugi elementi dekoracije, ki jih navdihujejo narava. Verjetno najbolj znane art nouveau  hiše v Rigi, vrsta hiš vzdolž Alberte iela (ulica Albert), mnoge po zasnovi Mihaila Eisensteina, so tega sloga. Čeprav so velika turistična atrakcija, niso reprezentativne za večino art nouveau stavb v Rigi.

### Perpendikular art nouveau
Eklektičnost se je sčasoma umaknila bolj racionalističnemu slogu art nouveau v Rigi, za katerega so značilne izrazite vertikalne kompozicije fasad in geometrijski okraski, integrirani v celotno arhitekturno kompozicijo. Struktura stavb se je prav tako preusmerila v bistvu v moderno kakovost, kjer zunanjost odraža postavitev notranjosti, namesto da bi bila fasada brez kakršne koli racionalne povezave s strukturno postavitvijo stavbe, kot je bilo prej. Asimetrične fasade so postale bolj pogoste. Več pozornosti je bilo namenjene tudi izbiri materialov, dekor pa bolj stiliziran. V tem slogu je bilo zgrajenih več veleblagovnic, ki jih včasih imenujejo tudi 'slog veleblagovnic' ali Warenhausstil v nemščini. Približno tretjina art nouveau stavb v Rigi je bila zgrajena v skladu s temi ideali. Večnanadstropna stavba na Krišjāņa Valdemāra iela (ulica Krišjānis Valdemārs) številka 37, ki jo je zasnoval Eižens Laube in je bila zgrajena leta 1912, je reprezentativen, čeprav nekoliko pozen primer te faze v razvoju art nouveau arhitekture v Rigi.

### Nacionalna romantična art nouveau
Latvijsko nacionalno prebujenje, ki se je začelo v 19. stoletju, je sprožilo proces zavestnega oblikovanja posebne latvijske identitete tako v političnem kot v kulturnem smislu. To je skupaj s političnimi dogodki (zlasti revolucija leta 1905) privedlo do močnejše želje po izražanju specifične latvijske identitete tudi z umetnostjo in arhitekturo v začetku 20. stoletja. Nacionalni romantični slog se včasih šteje za arhitekturni slog sam po sebi, v latvijskem kontekstu pa ga pogosto opisujejo kot različico art nouveau. Bila je razmeroma kratkotrajna in je cvetela med letoma 1905 in 1911. Določen vpliv je imela finska arhitektura, toda ker je bila ideja razviti posebno latvijsko obliko arhitekture, je veliko njenih vidikov posebnih za latvijsko arhitekturo. To je slog, za katerega je značilna zadržana dekoracija, navdihnjena z lokalno ljudsko umetnostjo, monumentalnimi volumni in uporabo naravnih gradbenih materialov. Prejšnje vijugaste oblike, značilne za večino art nouveau arhitekture, so manj prevladujoče, vendar še vedno prisotne v številnih podrobnostih. V tem slogu je bila zgrajena približno med tretjino in četrtino vseh art nouveau stavb v Rigi. Vrhunski primer tega sloga in arhitekturnega opusa plodnega riškega arhitekta Eižensa Laubeja je stavba na Alberti iela 11, zgrajena leta 1908.

### Neoklasicistični art nouveau
Zadnja stopnja razvoja art nouveau arhitekture v Rigi je slog, ki je najmanj zastopan, tako imenovana neoklasicistični art nouveau. Lahko ga razlagamo kot reakcijo na prejšnje, zelo dekorativne oblike arhitekture. Ta precej monumentalna različica secesije je bila uporabljena v številnih novih bančnih stavbah, ki je temeljila na jeziku klasične arhitekture, ki je bila v 19. stoletju ploden slog v Ruskem imperiju (vendar v Rigi ni pogost). Čisto neoklasicistične stavbe iz tega časa so še vedno redke; pogosto je bila narejena klasična osnovna postavitev, da se je prilagodila detajlom in okrasjem, ki so trdno spadali v besednjak poznega art nouveau. Tipično monumentalen primer takšne stavbe je nekdanja komercialna banka v Rigi (danes je Latvijas Radio) na Doma laukums (Dome trg), nasproti stolnice v Rigi. Zasnoval jo je Paul Mandelstamm in je bila zgrajena leta 1913.

## Galerija
- Eklektični art nouveau: stavba na Alberti iela Mihaila Eisensteina. Ta zelo urejena vrsta secesije, čeprav je priljubljena turistična destinacija, za Rigo ni značilna.[18]
- Pravokotna art nouveau: sedanje ministrstvo za šolstvo, ki ga je leta 1911 zgradil arhitekt E. Friesendorff, ima tako imenovano pravokotno fasado z več skulpturami Augusta Volza.[19]
- Nacionalna romantična art nouveau: Podrobnosti s tipično nacionalno romantično dekoracijo na hiši, ki jo je leta 1908 zgradil Konstantīns Pēkšēns.[20]
- Neoklasicistična art nouveau: Številne stavbe, zgrajene za banke v Rigi, so imele neoklasicistične oblike, kot je ta, zgrajena leta 1913 po načrtih Paula Mandelstamma.[21]